# Бутигейд
Бутигейд, також Будикид (лит. Butigeidis, біл. Будзікід; пом. 1290/1291) — великий князь литовський, брат Будивида.
Про Будикида та його брата Будивида відомо з Іпатіївського літопису під 1289 роком, де згадано що вони передали Вовковиськ володимирському князеві Мстиславу Даниловичу. Ще раз про нього згадано в листі магістра Ливонського ордена, датованому листопадом 1290 року, як про «короля Бутегейда».